# Naissance en 1355
Naissance
- 1351
- 1352
- 1353
- 1354
- 1355
- 1356
- 1357
- 1358
- 1359

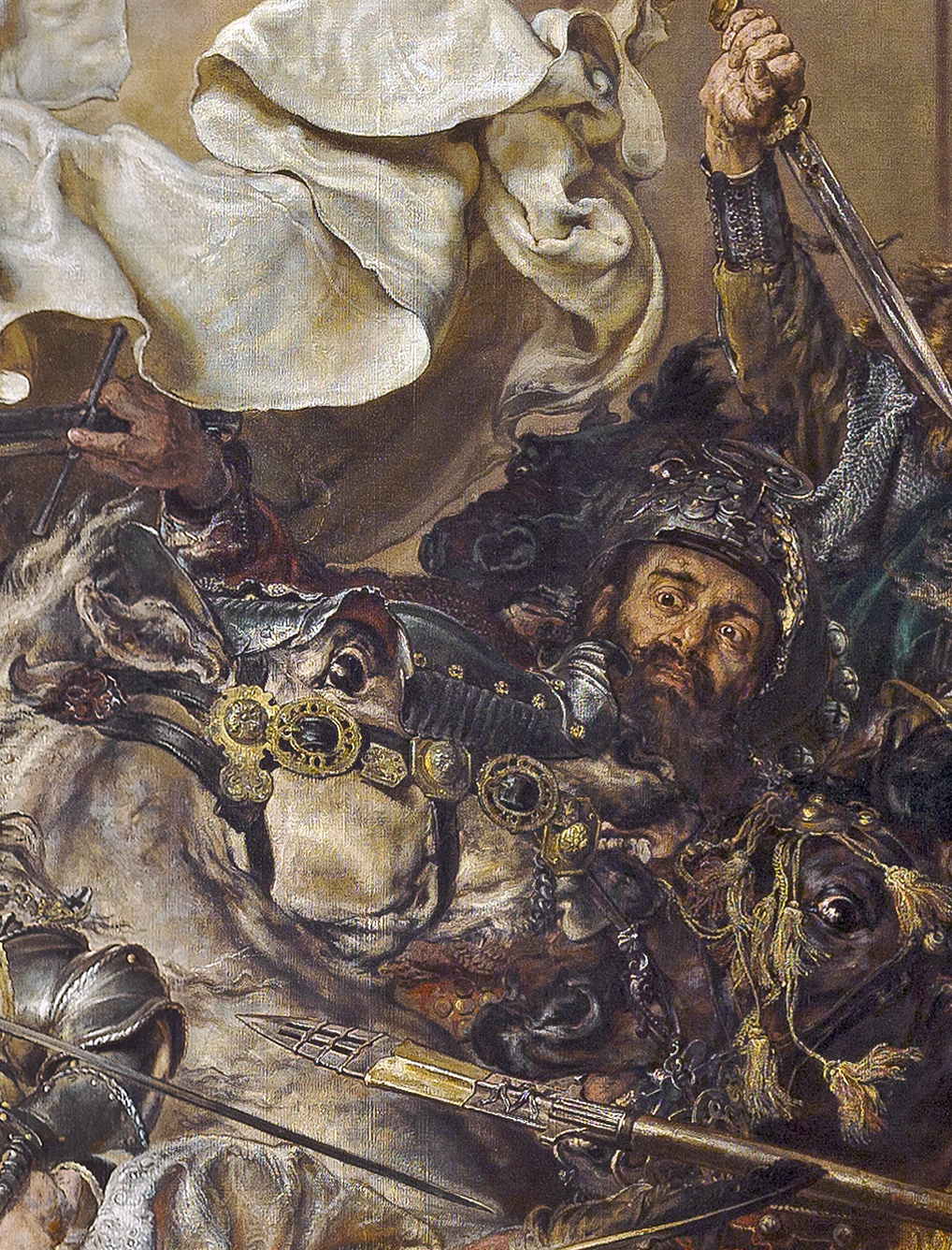
, né en 1355.

Cette page dresse une liste de personnalités nées au cours de l'année 1355  :
- 7 janvier : Thomas de Woodstock, douzième et dernier enfant du roi d'Angleterre Édouard III et de la reine Philippa de Hainaut,  comte d'Essex, comte de Buckingham, duc de Gloucester et duc d'Albemarle.
- 22 janvier: Guillaume II de Namur, marquis de Namur.
- 15 février : Pierre Gambacorta, religieux italien.
- 16 août : Philippa de Clarence, cinquième comtesse d'Ulster.

- Robert Alyngton, philosophe anglais.
- Nicholas Bubwith, évêque de Bath et Wells.
- Louis Ier de Beaumont-Bressuire, seigneur de Bressuire et vassal de la vicomté de Thouars.
- Isabelle de Castille, duchesse d'York.
- Jean de Castille, infant de Castille.
- Giovanni Ordelaffi, noble italien.
- Anselm Turmeda, écrivain et traducteur majorquin.

date incertaine (vers 1355)
- Procope de Moravie , margrave Junior de Moravie.
- Zyndram de Maszkowice (en), chevalier polonais.
- Ahmad al-Qalqashandi, mathématicien égyptien.
- Blaise de Parme (mort en 1416), philosophe, mathématicien et savant italien.
- Boniface IX pape de 1389 à 1404.

## Crédit d'auteurs
- Cet article est partiellement ou en totalité issu de l'article intitulé « 1355 » (voir la liste des auteurs).